# 7966 Richardbaum
7966 Richardbaum este un asteroid din centura principală de asteroizi.

## Descriere
7966 Richardbaum este un asteroid din centura principală de asteroizi. A fost descoperit pe 18 februarie 1996 la Ōizumi de Takao Kobayashi. El prezintă o orbită caracterizată de o semiaxă mare de 2,37 ua, o excentricitate de 0,18 și o înclinație de 3,3° în raport cu ecliptica.